# Manuel Abad y Queipo
Manuel Abad y Queipo, né le 26 août 1751 à Villarpedre (en) (Espagne) et mort le 15 septembre 1825 au couvent de Sisla à Tolède (Espagne), est un religieux asturien qui occupa le poste d'évêque de Michoacán en Nouvelle-Espagne et devint ministre en Espagne.
Après des études en Catalogne pour devenir prêtre, il est envoyé en Amérique. Là, il a été élu évêque de Valladolid, dans l'État mexicain de Michoacán. Il proposa diverses réformes dans l'administration pour empêcher l'insurrection des indigènes, il montra devant le roi Fernando VII (1814) son désaccord avec les actions du vice-roi Félix María Calleja del Rey, ce qui lui valut d'être accusé de trahison par le Saint-Office, puisqu'il plaida devant le Régence une législation agraire qui a permis la distribution aux Indiens des terres royales et leur accès à la culture de grands domaines.